# دييغو روخاس
دييغو روخاس (بالإسبانية: Diego Rojas)‏ (15 فبراير 1995 بأنتوفاغاستا في تشيلي - ) هو لاعب كرة قدم تشيلي في مركز الوسط. شارك مع منتخب تشيلي تحت 17 سنة لكرة القدم ومنتخب تشيلي تحت 20 سنة لكرة القدم. أما مع النوادي، فقد لعب مع Everton de Viña del Mar ‏.

## وصلات خارجية
- دييغو روخاس على موقع قاعدة بيانات كرة القدم.إي يو (الإنجليزية)
- دييغو روخاس على موقع Soccerway.com (الإنجليزية)
- دييغو روخاس على موقع AS.com (الإسبانية)